# Ecclinusa lanceolata
Ecclinusa lanceolata är en tvåhjärtbladig växtart som först beskrevs av Carl Friedrich Philipp von Martius, August Wilhelm Eichler och Friedrich Anton Wilhelm Miquel, och fick sitt nu gällande namn av Jean Baptiste Louis Pierre. Ecclinusa lanceolata ingår i släktet Ecclinusa och familjen Sapotaceae. Inga underarter finns listade i Catalogue of Life.